# ラモス・ジン・フィズ
ラモス・ジン・フィズ（英語: Ramos Gin Fizz）、ラモス・フィズ（Ramos Fizz）は、ジンを用いたカクテルの一種。ニュー・オーリンズ・フィズ（New Orleans Fizz）とも呼ばれる。
国際バーテンダー協会公認カクテルの一種で「忘れられないもの（The Unforgettables）」に認定されている。

## 概要
1880年代にアメリカ合衆国・ニューオーリンズの「インペリアル・キャビネット・サロン」のオーナーであるヘンリー・ラモス（Henry C. Ramos）が考案したとされる。当初、ラモスはレシピを秘匿しており、1920年に禁酒法が施行されるとラモスは店を閉めて、それまで秘匿していたレシピを「ラモス・ジン・フィズ」として公開した。
欧米では人気が高いカクテルであり、カクテル専門WEBサイトでの人気ランキング「The World's 50 Best-Selling Classic Cocktail」などにも顔を出している。生クリームと卵白を使う面倒なカクテルであることから、日本のバーではあまり取り扱われていない。

## レシピの例
以下に国際バーテンダー協会が提示しているレシピを記す。
材料
- ジン - 45ml
- ライムジュース - 15ml
- レモンジュース - 15ml
- シュガーシロップ - 30ml
- 生クリーム - 60ml
- 卵白 - 30ml
- オレンジ花水 - 3dashes
- バニラエキス - 2drops
- ソーダ水 - 適量

作り方
1. ソーダ水を除く材料を氷と共にシェイカーに入れる。
2. 2分間シェイクする。
3. グラスに濾し、それを氷を入れないシェイカーに入れる。
4. 1分間ハードシェイクする。
5. 濾しながらハイボールグラスに入れる。
6. ソーダ水でフルアップする。

ヘンリー・ラモスによるオリジナルのレシピでは、シェイクする時間は12分間に及び、30人のバーテンダーたちがリレー式にシェイカーを渡してシェイクしていた。